# 顧予咸
顧予咸（1613年—1669年），字小阮，一字以虛，號松交，南直隸蘇州府長洲縣唯亭沙湖人，清朝政治人物。

## 生平
順治三年（1646年）丙戌科江南鄉試第十九名舉人，四年（1647年）丁亥科三甲第九十三名進士。授寧晉縣知縣，調浙江山陰縣知縣，任內招撫盜寇歸農耕作，升刑部員外郎，十五年（1658年）改吏部稽勳司員外郎，同年改吏部考功司員外郎，十六年（1659年）引疾致仕歸里，居史家巷雅園。十八年（1661年）受哭廟案牽連，禁繫大牢六十三天，“時當盛暑，流汗積項成膏，腐肉滿於鐵索，其苦有不忍言者”，金聖歎、沈玥、顧偉業、張韓、來獻琪等十八人被處刑擊斃，其中倪用賓、薛爾張、周江三人因家貧無資以殮，由顧予咸出資殮葬。事後，王紀曾向顧予咸詢問對哭廟案中吳縣知縣任維初的看法，顧予咸說：“任知縣似不可使知牧民之責矣。”康熙元年（1662年）受江南奏銷案牽連，並株連蘇州士紳，顧予咸奔走斡旋。其後閉門讀書，不問世事，八年（1669年）卒於家。

## 家族
顧予咸為蘇州唯亭顧氏第六世。成化年間顧昇（號允齋）自吳縣珍珠塢徙居唯亭沙湖之南。祖父顧應麒（字國祥，號蘭台）為長洲庠生，始居府城，有五子二女，其中顧予咸父顧所載（字恆甫，號岳宗）為其第三子，長洲庠生。顧予咸長姑適長洲葑溪宋氏宋純仁（宋德宜高祖父）第四子宋道充。顧予咸為顧所載第三子。
夫人為陸象閏孫女陸伯奇女；側室金氏、汪氏。有八子：長子顧嗣卲、次子顧嗣榮、三子顧嗣和及五子顧嗣延為陸氏出；四子顧用霖（原名顧嗣悅）、七子顧嗣協及八子顧嗣立為金氏出；六子顧嗣皋為汪氏出。還有五女：陸氏出一適仲嘉孫；一適康熙十五年丙辰科進士沈曾頤孫沈東生子；一適順治四年丁亥科進士胥庭清子。金出女適順治四年丁亥科進士鄧旭子。汪出女適順治十二年乙未科進士李元仗孫李東序子。

## 著作
著有《雅園居士自序》一卷、《溫飛卿詩集箋注》九卷等。